# Archive of Our Own
Archive of Our Own ou AO3 (traduit en français par Notre propre archive, mais c'est la désignation en anglais qui est couramment utilisée) est un site web open source à but non lucratif, qui sert de bibliothèque pour les fanfictions et autres « fanworks » crées par ses utilisateurs. Le site a été créé en 2008 par l'Organisation pour les Œuvres Transformatives (Organization for Transformative Works), autre organisation à but non lucratif créée quelques mois auparavant, et a été ouvert en version bêta en 2009. 
En mai 2025, AO3 héberge 15 millions d’œuvres dans plus de 70 000 fandoms. Le 27 janvier 2025, la plateforme dépasse les 8 millions d'utilisateurs enregistrés. 
En 2019, le site est récompensé par un prix Hugo (Hugo Award), un prix littéraire américain.

## Historique
AO3 est né en 2008, en réaction à la politique restrictive ou commerciale des plates-formes précédentes pour stocker et proposer des fanfictions. Les fanfictions sont des récits rédigés par des fans d’une œuvre (livre, série, film, etc), en reprenant les personnages ou les acteurs pour imaginer et créer d’autres histoires. Les plates-formes existantes comme FanFiction.Net et LiveJournal purgeaient certains contenus. En plus, en 2007, une nouvelle plate-forme était lancée, FanLib, par des hommes d’affaires, pour monétiser les fanfictions, grâce à de la publicité d'une part, et en organisant des événements commerciaux d'autre part, en partenariat avec des éditeurs, des groupes médiatiques et autres sponsors. L'initiative FanLIb a ulcèré encore plus les auteurs bénévoles de fanfictions.
La première étape de la réaction d'une partie de ces bénévoles a été la création de l'Organisation pour les Œuvres Transformatives (OTW) pour enregistrer, archiver et classer les œuvres des fans, pour leur faciliter les créations, leur proposer une aide juridique sur les questions de copyright, et pour leur permettre d'échanger. OTW a créé ensuite Archive of Our Own en octobre 2008 et a établi une version bêta du service sur le web le 14 novembre 2009,,.
Le nom du site est dérivé d'un billet de blog de l'écrivaine Naomi Novik qui, répondant au manque d'intérêt de FanLib pour la création d'une communauté de fans, a demandé la création de An Archive of One's Own. Le nom est inspiré de l'essai A Room of One's Own (traduit en français en Une chambre à soi) de Virginia Woolf.
Le fonctionnement de AO3 s'appuie sur des bénévoles (principalement des femmes), qui non seulement fournissent, pour certaines (ou certains), les fanfictions, mais, pour les mêmes ou pour d'autres, veillent et améliorent les systèmes de balises et de classement de ces œuvres.
FanLib n'existe plus depuis longtemps mais, par contre, l'initiative AO3 a rencontré un succès indéniable. Archive of Our Own dépasse le seuil d'un million de fanfictions et travaux divers stockés (non seulement des histoires, mais aussi des œuvres d'art, des dessins, des enregistrements, des podcasts, ...) en février 2014. Le site héberge alors des œuvres associées à 14 353 fandoms, dont les plus importants sont l'univers Marvel, Supernatural, Sherlock et Harry Potter,.
Ce succès se prolonge : en 2019 , AO3 héberge 5 millions d'œuvres dans plus de 33 000 fandoms. Il s'appuie sur plus de sept cents bénévoles. Et cette même année, Archive of Our Own, ou AO3, est sélectionné pour concourir aux Hugo Awards, un prix littéraire américain consacré à la science-fiction et à la fantasy, dont la cérémonie de remise des distinctions se déroule le 18 août 2019 à Dublin, en Irlande. AO3 est nommé dans la catégorie « Travaux apparentés » qui, les années précédentes, comprenait plutôt des essais sur la science-fiction ou des documentaires,,,.
Cette nomination fait évoluer les regards portés sur ce site web. Pour Jessie Casiulis, une Française membre du conseil d’administration d'OTW, « après la nomination, on a vu des avis changer, des articles de presse avoir une couleur différente. Les gens se disent que si on est nommé, aux côtés d’auteurs reconnus, c’est peut-être qu’il y a quelque chose à creuser ». Finalement, Archive of Our Own est retenu comme lauréat dans sa catégorie.
Le 27 février 2020, les fans de Xiao Zhan (肖战), une célébrité chinoise et acteur principal dans une série télévisée, The Untamed (Cheng Qing Ling - 陈情令), signalent des fanfictions d'Archive of Our Own à la Commission centrale pour la sécurité et l'informatisation de Chine, en réaction à ce qu'ils avaient considéré comme des portraits déplaisants de Xiao. En réponse, la Chine continentale censure le site le 29 février 2020,,.
Comme AO3 est un site en open-source, plusieurs archives de fanfictions ont utilisé son design et ses fonctionnalités au fil du temps. C'est le cas de SquidgeWorld Archive (plus de 60 000 fanworks), Ad Astra (plus de 1 000 fanworks) ou Comic Fanfiction Authors Archive (400 fanworks). Même s'ils ont une forme similaire, les projets peuvent différer de AO3 sur le fond, comme sur la possibilité d'indiquer les personnages non-binaires dans les tags de relation ou l'interdiction de certains types de Real person fiction (en).

## Principe de tolérance sur les contenus
La tolérance et l'absence de censure sur les contenus font partie des principes fondateurs. Comme l'indique Jessie Casiulis, membre du conseil d’administration d’OTW : « On accepte sur AO3 tout ce que le droit américain nous autorise à publier. » Les fanfictions peuvent par exemple porter sur des personnes réelles, ou être fondées sur des œuvres dont les auteurs sont hostiles aux fanfictions. Elles peuvent comporter des scènes de sexe ou de violence. Les auteurs sont incités à afficher un avertissement sur les contenus spécifiques. Ces contenus sont également classés et taggés en conséquence, de façon à permettre aux lecteurs de les exclure ou non de leur recherche.

## Fonctionnalités

### Tags et filtrage
Chaque fanwork posté sur AO3 est accompagné d'informations qui permet à l'audience de trier et filtrer le contenu, en fonction du fandom, des personnages, des relations et des tags.
Certains sont obligatoires afin de poster sur le site. Le système de classification (rating) définit l'intensité du contenu : General Audiences (Tout public), Teen And Up Audiences (Plus de 13 ans), Mature (Contient des thématiques destinées aux adultes de façon non-explicite), Explicit (Contient des thématiques destinées aux adultes de façon explicite), et une option Not Rated (Non-classé). 
Des avertissements de contenu permettent d'indiquer du contenu potentiellement choquant : Graphic Descriptions of Violence (Représentations graphiques de violence), Major Character Death (Décès d'un personnage principal), Rape/Non-Con (Viol / relation non-consensuelle) and Underage Sex (Sexe impliquant un mineur). L'auteur a aussi la possibilité d'indiquer que certains peuvent s'appliquer mais sans préciser lesquels (Creator Chose Not To Use Archive Warnings). Indiquer au moins un tag de fandom est aussi obligatoire.
Les informations non obligatoires sont les suivantes : catégories, relations, personnages, tags supplémentaires. La section catégorie est liée aux relations qu'entretiennent les personnages dans le fanwork et propose six options : F/F (relation lesbienne), M/M (relation gay), F/M (relation hétérosexuelle), Multi (plus d'un type de relation, ou une relation avec plusieurs partenaires), Gen (relation platonique ou qui n'est pas le sujet central de l’œuvre), et Other (autres, par exemple une relation queer platonique, comprenant un personnage non-binaire, non-humain...). Dans la catégorie relations, les relations sexuelles et romantiques sont indiquées à l'aide d'un « / », alors que celles platoniques utilisent un « & » entre les personnages.
Depuis la controverse en 2021 autour d'une fanfiction intitulée Sexy times with Wangxian et ayant causé des problèmes sur la plateforme avec ses 1 700 tags, le nombre est limité à 75. Leur organisation est gérée par une équipe de volontaires, environ 350 tag wranglers en 2019.

### Comptes et interactions
Afin de créer les compte, les utilisateurs doivent demander une invitation à la plateforme liée à leur adresse e-mail, et le temps de réponse peut durer de quelques jours à quelques semaines, en fonction de la longueur de la liste d'attente. Parmi les fonctionnalités accessibles grâce à un compte, on retrouve : publier des fanworks, participer à des challenges d'écriture, s'abonner à une œuvre ou un compte pour recevoir les mises à jour ou nouvelles publications par e-mail... Il est possible de publier un fanwork de manière anonyme si l'auteur ne souhaite pas qu'il soit rattaché à son pseudo, ou de rendre l’œuvre orpheline, ce qui retire toute possibilité de modification et la rattache au pseudonyme orphan_account. 
Avoir un compte n'est pas nécessaire pour lire une majorité des œuvres sur la plateforme. Certaines ont cependant un accès restreint aux utilisateurs qui en possèdent un. Cette fonctionnalité est particulièrement répandue dans les fandoms de Real person fiction (en) et est de plus en plus utilisée comme mesure préventive depuis l'apparition de commentaires générées par des intelligences artificielles et les multiples scraping afin de nourrir des modèles d'IA générative,. 
Les utilisateurs peuvent laisser des commentaires sous les œuvres qui n'ont pas désactivé cette fonctionnalité. Ils peuvent aussi laisser des kudos, qui fonctionne comme le bouton j'aime sur les autres réseaux sociaux.